# Distrito de Quito-Arma
El distrito de Quito-Arma es uno de los dieciséis que conforman la provincia de Huaytará, ubicada en el departamento de Huancavelica, en la zona de los Andes centrales del Perú.
Desde el punto de vista jerárquico de la Iglesia católica, forma parte de la diócesis de Huancavelica.

## Historia
Fue creado mediante Ley N.º 12380 del 25 de julio de 1955, en el gobierno del Presidente Manuel A. Odría.

## Geografía
Abarca una superficie de 222,32 km².

## Autoridades

### Municipales
- 2011 - 2014[2][3]
  - Alcalde: Héctor Conislla Quispe, Movimiento independiente Trabajando Para Todos (TPT).
  - Regidores:  Leoncio Aybar Bellido (TPT), Erasmo Andrés Carbajal Arteaga (TPT), Julia Marilú Manrique Huarcaya Hurtado (TPT), Gerónimo Mamerto Paco Tito (TPT), Felito Braulio Ruiz Quispe (Unidos Por Huancavelica).[4]
- 2007-2010[5]
  - Alcalde: Mario Garavito Bellido, Proyecto Integracionista de Comunidades Organizadas (PICO).

### Policiales
- Comisario:  PNP.

### Religiosas
- Diócesis de Huancavelica[6]
  - Obispo de Huancavelica: Monseñor Isidro Barrio Barrio.[7]